# Campeonato Europeo de Remo de 1929
El XXX Campeonato Europeo de Remo se celebró en Bydgoszcz (Polonia) en 1929 bajo la organización de la Federación Internacional de Sociedades de Remo (FISA).
En total se disputaron siete pruebas diferentes, todas ellas en la categoría masculina.

## Resultados

### Masculino
| Evento                 | Oro | Plata | Bronce |
| ---------------------- | --- | --- | --- |
| Scull individual M1X   | Bert Gunther · Países Bajos | Josef Straka Checoslovaquia | Achille Mengé · Bélgica |
| Doble scull M2X        | Édouard Candeveau · Ernest Schnezler · Suiza | Michelangelo Bernasconi Alessandro De Col Italia                                                                                             | Carlos Van den Driessche · Louis Strauwen · Bélgica |
| Dos sin timonel M2-    | Romeo Sisti Nino Bolzoni Italia | Henryk Budziński · Jan Krenz-Mikołajczak · Polonia                                                                                           | Havaux · Soltermans · Bélgica |
| Dos con timonel M2+    | Renzo Vestrini Pier Luigi Vestrini Cesare Milani (t) Italia                                                                                            | Francia | Wiktor Szelągowski · Henryk Grabowski · Tadeusz Gaworski (t) · Polonia |
| Cuatro sin timonel M4- | Cesare Rossi Pietro Freschi Umberto Bonadè Paolo Gennari Italia                                                                                        | Jan Daniël Ferman · Jacob Johannes Stenger · J. Bosscher · G. N. de Laive · Países Bajos                                                     | Jerzy Braun · Leon Birkholc · Edmund Jankowski · Franciszek Bronikowski · Polonia |
| Cuatro con timonel M4+ | Valerio Perentin Giliante D'Este Nicolò Vittori Giovanni Delise Renato Petronio (t) Italia                                                             | Aage Hansen Christian Olsen Walther Christiansen Peter Olsen Poul Richardt (t) Dinamarca                                                     | Edouard Schädeli · Paul Wachtel · René Bühler · Willy Müller · Georges Steiner (t) · Suiza |
| Ocho con timonel M8+   | Vittorio Cioni Enrico Garzelli Guglielmo Del Bimbo Roberto Vestrini Dino Barsotti Eugenio Nenci Mario Balleri Renato Barbieri Cesare Milani (t) Italia | Dragi Glavinović Joszip Gattin Emilijo Brainović Petar Kukoč Misce Ljubić Joszip Mrklić Andra Žeželj Duško Žeželj Kamilo Roic (t) Yugoslavia | Stefan Jurkowski · Witalis Leporowski · Zygmunt Kasprzak · Władysław Tuliszka · Mieczysław Tuliszka · Zbigniew Kasprzak · Marian Ziętkiewicz · Antoni Moschalewicz · Bolesław Zimny (t) · Polonia |

## Medallero
| Núm. | País           | Oro | Plata | Bronce | Total |
| ---- | -------------- | --- | ----- | ------ | ----- |
| 1    | Italia         | 5   | 1     | 0      | 6     |
| 2    | Países Bajos   | 1   | 1     | 0      | 2     |
| 3    | Suiza          | 1   | 0     | 1      | 2     |
| 4    | Polonia        | 0   | 1     | 3      | 4     |
| 5    | Checoslovaquia | 0   | 1     | 0      | 1     |
| 5    | Dinamarca      | 0   | 1     | 0      | 1     |
| 5    | Francia        | 0   | 1     | 0      | 1     |
| 5    | Yugoslavia     | 0   | 1     | 0      | 1     |
| 9    | Bélgica        | 0   | 0     | 3      | 3     |
|      | TOTAL          | 7   | 7     | 7      | 21    |